# Þrúðheimr
Þrúðheimr (Thrúdheim ; qui signifie « monde de force » en vieux norrois) est le royaume où vit Thor dans la mythologie nordique selon l'Edda poétique. Cependant, dans l'Edda de Snorri, on lit plutôt que le royaume de Thor serait le Þrúðvangr (ou Þrúðvangar).